# Saint-Ferréol-Trente-Pas
 Saint-Ferréol-Trente-Pas  là một xã thuộc tỉnh Drôme trong vùng Rhône-Alpes đông nam nước Pháp.